# 怪獸與葛林戴華德的罪行
《怪獸與葛林戴華德之罪》（英語：Fantastic Beasts: The Crimes of Grindelwald）是一部於2018年上映的英美合拍奇幻電影，由大衛·葉斯執導，改編自J·K·羅琳於2001年的小說《怪獸與牠們的產地》。此電影是《哈利波特系列電影》的衍生及前傳電影，2016年電影《怪獸與牠們的產地》的續集以及《怪獸系列電影》的第二部電影，同時亦是整個「魔法世界」的第十部電影。主演群包括艾迪·瑞德曼、凱薩琳·華特斯頓、丹·富樂、艾莉森·蘇朵、伊薩·米勒、柔伊·克拉維茲、卡倫·透納、金秀賢、威廉·奈迪蘭、凱文·格斯理、裘德·洛和強尼·戴普。劇情講述紐特·斯卡曼德與阿不思·鄧不利多試圖拿下黑巫師蓋勒·葛林戴華德，同時面臨著魔法世界分裂的新威脅。
第二部《怪獸系列電影》的相關消息於2014年10月公布，J·K·羅琳於2016年7月確認她已完成了劇本。強尼·戴普於2016年11月為電影進行試鏡，但近來有一些針對他的家庭暴力指控引起了一些爭議，他最終在2017年4月落實簽約。主體拍攝始於2017年7月在華納兄弟利維斯登工作室進行，拍攝亦於倫敦、瑞士和巴黎取景，並於2017年12月結束。
《怪獸與葛林戴華德之罪》於2018年11月8日在巴黎舉行首映禮，電影由華納兄弟於2018年11月16日在全球上映，以RealD 3D、杜比影院和IMAX版本及ScreenX發行。電影在全球票房收入達6.54億美元，卻獲得了影評人們的兩極化評價，儘管影評人讚揚了娛樂價值、執導方向以及演技方面（特別是裘德·洛和強尼·戴普），然而在鋪設未來後續的感覺上「負擔過重」，獲批評為「不必要的複雜，低風險的情節」。續集《怪獸與鄧不利多的秘密》預定於2022年4月15日在美國上映。
本片在第72屆英國電影學院獎上獲得兩項提名，分別是「最佳製作設計」及「最佳特殊視覺效果」。

## 劇情
美國魔法國會（MACUSA）在紐特·斯卡曼德的幫忙下，成功把強大的黑魔法巫師蓋勒·葛林戴華德逮捕。
1927年，MACUSA把葛林戴華德從最高設防監獄轉移到倫敦，以便在歐洲對其罪行作出審判。在移送期間，在其追隨者兼MACUSA人員阿伯納西（Abernathy）（前作中被降職的蒂娜任職的「魔杖許可處」負責人）暗中協助下（用變身水互換身分），葛林戴華德成功逃脫。
三個月後，紐特在倫敦魔法部為他於紐約市的不幸事件而被撤銷的國際旅遊權予以重新恢復提出上訴。在等待期間的紐特碰見莉塔·雷斯壯，二人是霍格華茲的老同學與好友。她亦是紐特的哥哥——西瑟的未婚妻，而西瑟是一名正氣師，在魔法法律執行司下屬的的正氣師辦公室（正氣師局）工作。
魔法部在聽證會提出動議：若紐特願意加入政府體系，協助哥哥西瑟找到已再次出現，有闇黑怨靈宿主（Obscurial）之稱的魁登斯·巴波的話，就會恢復其國際旅遊權。一來有傳言指出魁登斯·巴波極可能就是莉塔失散已久的弟弟科爾沃斯·雷斯壯（Corvus Lestrange）。若此事屬實，那他就是歷史悠久的純血巫師家族——雷斯壯家族最後的骨血。二來葛林戴華德正致力攏絡他，因為他相信只有魁登斯才能夠殺掉跟他實力對等的少年親密摯友——現任霍格華茲教授阿不思·鄧不利多。然而紐特拒絕選擇歸向其中一方，而聽證會無果的眾人決定派遣正氣師葛林姆森（Grimmson）接手此次跟進事件。
葛林戴華德於巴黎先占領一戶民宅作基地，然後再派遣手下招攬魁登斯。另一邊紐特離開魔法部後，被鄧不利多教授暗中呼召幫忙。二人在談天中揭示當初正是鄧不利多派紐特去美國野放雷鳥，爾後鄧不利多講起有關偉大魔力鳥類的傳說：自家傳說鳳凰不僅跟家族密切相關，而且家族成員蒙難還能響應召喚。鄧不利多揭曉魁登斯其實已逃亡巴黎，並說服紐特要找到他，然而紐特對將要面臨的險阻渾然不知。
當晚紐特的美國朋友——奎妮與雅各突然到訪紐特家。紐特發現雅各竟還保有對於紐約事件的完整回憶。雅各敘述紐特施放的遺忘劑（惡閃鴉毒液）其實只是消除了麻瓜的不良記憶，而他回憶中的大部分經歷基本上都是美好的，再加上奎妮補足了被消除的其餘部分。二人此行是跟隨著她的姐姐蒂娜到歐洲尋找魁登斯的步伐，紐特也得知蒂娜從八卦雜誌《意亂情迷》（Spellbound）誤會了他跟莉塔·雷斯壯已訂婚的消息而跑去跟他人約會。（其實刊登照只是《怪獸與牠們的產地》發佈會合照。西瑟早跟莉塔訂婚，紐特澄清自己只是伴郎。因莉塔手搭在紐特身上看似親暱才讓外界誤判）
過程中紐特察覺雅各對奎妮所有作為莫名唯命是從，懷疑此等不自然舉動是身中愛情魔咒。對於奎妮已迷戀上雅各且互相愛慕卻仍出此等下策的緣由是:奎妮計畫二人一起逃往歐洲，以避過MACUSA對巫師與麻瓜之間的婚姻禁令，她為避免雅各擔心兼反對才決定施咒。在紐特解咒後，醒悟的雅各對奎妮示愛，並鄭重聲明壓根不必施法行此等「強摘蘋果」之事。雙方仍持續顧慮對方難處而對於結婚問題爭吵，最後受氣的奎妮乾脆即地消影尋找蒂娜。紐特從奎妮遺落的明信片確定蒂娜身在巴黎，他決定無視旅遊禁令尋求法外途徑，即帶著雅各乘坐港口鑰偷渡前往法國跟隨姐妹二人。
在巴黎的蒂娜在一個以巫師怪胎表演為賣點的馬戲團中搜索魁登斯·巴波。當時魁登斯正跟其中一個年輕女表演者——能夠變身為一條蛇的娜吉妮在一起，後來他決定搗亂分散人們注意力後帶著她逃脫結束非人道馬戲團生活。一直對自己身世存疑的魁登斯帶著娜吉妮尋找其生母時，二人找到當初負責收養魁登斯事件的僕人，然而事實上早已暗中與葛林戴華德私通的葛林姆森比二人搶先來到並把她殺害。同時蒂娜遇到同樣追蹤著魁登斯的尤瑟夫·卡瑪，幾天後紐特及雅各在街邊遇到了尤瑟夫並隨著他去找蒂娜。另一邊遍尋姊姊未果的奎妮在街邊被葛林戴華德的手下帶到其基地。
英國魔法部隨後得知紐特擅自出境前往巴黎後，魔法部人員來到霍格華茲找鄧不利多。眾人知道年輕的鄧不利多與葛林戴華德有著密切情感關係，鄧不利多如今仍拒絕與葛林戴華德對抗，卻又遲遲不透露原因。因此遭到魔法部戴上監視魔法手銬，禁止他施展魔法。
紐特及蒂娜潛進法國魔法部的譜牒管理室以檢索確認魁登斯身分的文件，當蒂娜得知紐特從未跟莉塔訂婚後，二人和解。西瑟和莉塔找到他們並加入搜索，從而找到從拉雪茲神父公墓通往雷斯壯家族墓園的秘密通道。與此同時，一條蜿蜒的小道也把魁登斯與娜吉妮引到雷斯壯家族墓園。
各路人馬意外聚集此地後，尤瑟夫對眾人說明自己實際上正是莉塔的同母異父兄長，同時闡述家族歷史：原先卡瑪夫婦很恩愛，但某日莉塔父親科沃斯四世突然出現並施蠻橫咒強制奪走卡瑪夫人而後生下莉塔，後來卡瑪夫人難產逝世不到三個月，科沃斯又另娶妻子生下一子才終於有家族男性繼承人。後來尤瑟夫表示父親死前對自己作了一個不破誓，要把他相信是自己的繼兄弟，並且是雷斯壯末裔的魁登斯殺掉來報家仇。不過莉塔竟激動撇清魁登斯根本不可能是她弟弟，原因是小時候的她在一艘註定要沉沒的紐約客船上，她因厭煩他哭鬧就在不經意間把當時還是嬰孩的魁登斯跟她同樣是嬰孩的小弟弟科爾沃斯轉換了，後來大家專注逃難來不及換回來導致科爾沃斯去世，魁登斯從而倖存（這也是她害怕東西為「水中白布」的原因）。換句話說現存於世的魁登斯根本只是不相干的外人。眾人又發現有暗門開啟，葛林戴華德正在那裡跟他的追隨者舉行集會。雅各在人群中發現奎妮蹤影，然而她的視線似乎跟葛林戴華德是一致的。
葛林戴華德宣揚廢除巫師躲避麻瓜中的法律，並預言出未來第二次世界大戰的影像以證明全球巫師至高無上和統治的合理性。正氣師們在西瑟帶領下包圍著集會地點，然而葛林戴華德把他們拒之門外，並釋放他的使者以把他的訊息傳遍到整個到歐洲。葛林戴華德施放了一圈藍色火焰魔法，來把追隨者跟敵人分開。魁登斯及奎妮交替加入，莉塔犧牲自己性命來拯救西瑟、紐特、蒂娜、雅各、尤瑟夫及娜吉妮。葛林戴華德後來離開，剩下的巫師們團結起來，跟不朽的煉金術師尼樂·勒梅一起對付葛林戴華德留下的藍色火焰防止巴黎毀滅。此時紐特終於意識到自己必須加入戰鬥。
回到霍格華茲，紐特把一個玻璃獸暗中從葛林戴華德身上取得的小墜瓶交給鄧不利多，此墜瓶正為二人於少年時共同結下並融合兩人血滴而形成的「血盟」。紐特正確地推測到就是該血盟阻止了鄧葛之間的相互鬥爭，並推測到血盟是有可能被破壞的，而鄧不利多收下了這個血盟墜瓶留待日後能找到破壞方法。
葛林戴華德在奧地利紐蒙迦德城堡（後來的紐蒙迦德監獄）和奎妮對談，奎妮利用她的讀心能力來建議葛林戴華德小心地接近魁登斯，葛林戴華德施法讓魁登斯知道他一直照顧的幼鳥其實是一頭鳳凰。葛林戴華德隨即話鋒一轉，向魁登斯敘述鳳凰和鄧不利多家族的密切關聯，甚至同時揭示他的真身其實就是傳說中能召喚鳳凰的「鳳凰血脈」——鄧不利多家族失散多年的阿留思·鄧不利多。這也是葛林戴華德認定他就是唯一足以打敗阿不思·鄧不利多的人，並為魁登斯提供了他的第一支魔杖。

## 演員
| 演員                                  | 角色                                                                | 介紹 |
| 艾迪·瑞德曼 Eddie Redmayne            | 紐特·斯卡曼德 Newt Scamander                                        | 英國魔法部怪獸分部奇獸管理控制部的僱員，而且是一個魔法動物學家。                                                                                           |
| 約書亞·謝伊 Joshua Shea               | 紐特·斯卡曼德 Newt Scamander                                        | 年幼的紐特。 |
| 凱薩琳·華特斯頓 Katherine Waterston   | 蒂娜·金坦 Tina Goldstein                                            | MACUSA的正氣師，在纽特的幫助後復職。 |
| 丹·富樂 Dan Fogler                    | 雅各·科沃斯基 Jacob Kowalski                                        | 莫魔，曾經參加過第一次世界大戰的退伍軍人，現為烘焙店店主。紐特的朋友，在記憶被抹去之前愛上奎妮。                                                           |
| 艾莉森·蘇朵 Alison Sudol              | 奎妮·金坦 Queenie Goldstein                                         | 蒂娜漂亮又活潑的妹妹。在蒂娜被降職後，奎妮在魔杖許可局上工作。奎妮是一個天生的破心者並愛上了雅各。                                                         |
| 伊薩·米勒 Ezra Miller                 | 魁登斯·巴波／阿留思·鄧不利多 Credence Barebone／Aurelius Dumbledore | 瑪莉·盧·巴波的養子，長期遭受養母暴力虐待。在紐約戰役後化成一小縷闇黑怨靈逃脫。現在的魁登斯可完全控制他的闇黑怨靈。                                         |
| 柔伊·克拉維茲 Zoë Kravitz             | 莉塔·雷斯壯 Leta Lestrange                                          | 紐特舊同學與西瑟未婚妻。莉塔現在於英國魔法部工作，擔任魔法執行部門主管托奎爾·崔佛的助理。尤瑟夫·卡瑪同母異父妹妹，最後為抵抗葛林戴華德，遭其魔法火焰燒死。 |
| 卡倫·透納 Callum Turner               | 西瑟·斯卡曼德 Theseus Scamander                                     | 紐特的兄長，不僅是人人讚頌的戰爭英雄，更是魔法部首席正氣師（正氣師局長，即本傳中哈利波特後來擔任的職位）。                                                 |
| 金秀賢 Claudia Kim                    | 娜吉妮 Nagini                                                       | 巫師馬戲團成員，受詛咒而會永遠變成蛇的血咒宿主。 |
| 威廉·奈迪蘭 William Nadylam           | 尤瑟夫·卡瑪 Yusuf Kama                                              | 一位塞內加爾裔法國巫師，花了很多年時間尋找魁登斯。莉塔·雷斯壯同母異父的哥哥。                                                                              |
| 凱文·格斯理 Kevin Guthrie             | 阿伯內西 Abernathy                                                  | 蒂娜和奎妮前上司，現為葛林戴華德忠誠追隨者。 |
| 裘德·洛 Jude Law                      | 阿不思·鄧不利多 Albus Dumbledore                                    | 極具影響力和很有實力的英國巫師，霍格華茲魔法與巫術學校現任黑魔法防禦術教授，與葛林戴華德有著一段漫長而神秘的關係。                                         |
| 托比·瑞格波 Toby Regbo                | 阿不思·鄧不利多 Albus Dumbledore                                    | 年輕的鄧不利多。 |
| 強尼·戴普 Johnny Depp                 | 蓋勒·葛林戴華德 Gellert Grindelwald                                 | 惡名昭彰的厲害黑巫師，在全球造成大規模暴力、恐怖和混亂事件。在紐約被MACUSA逮捕後成功逃脫。                                                                 |
| 傑米·坎貝爾·鮑爾 Jamie Campbell Bower | 蓋勒·葛林戴華德 Gellert Grindelwald                                 | 年輕的葛林戴華德。 |

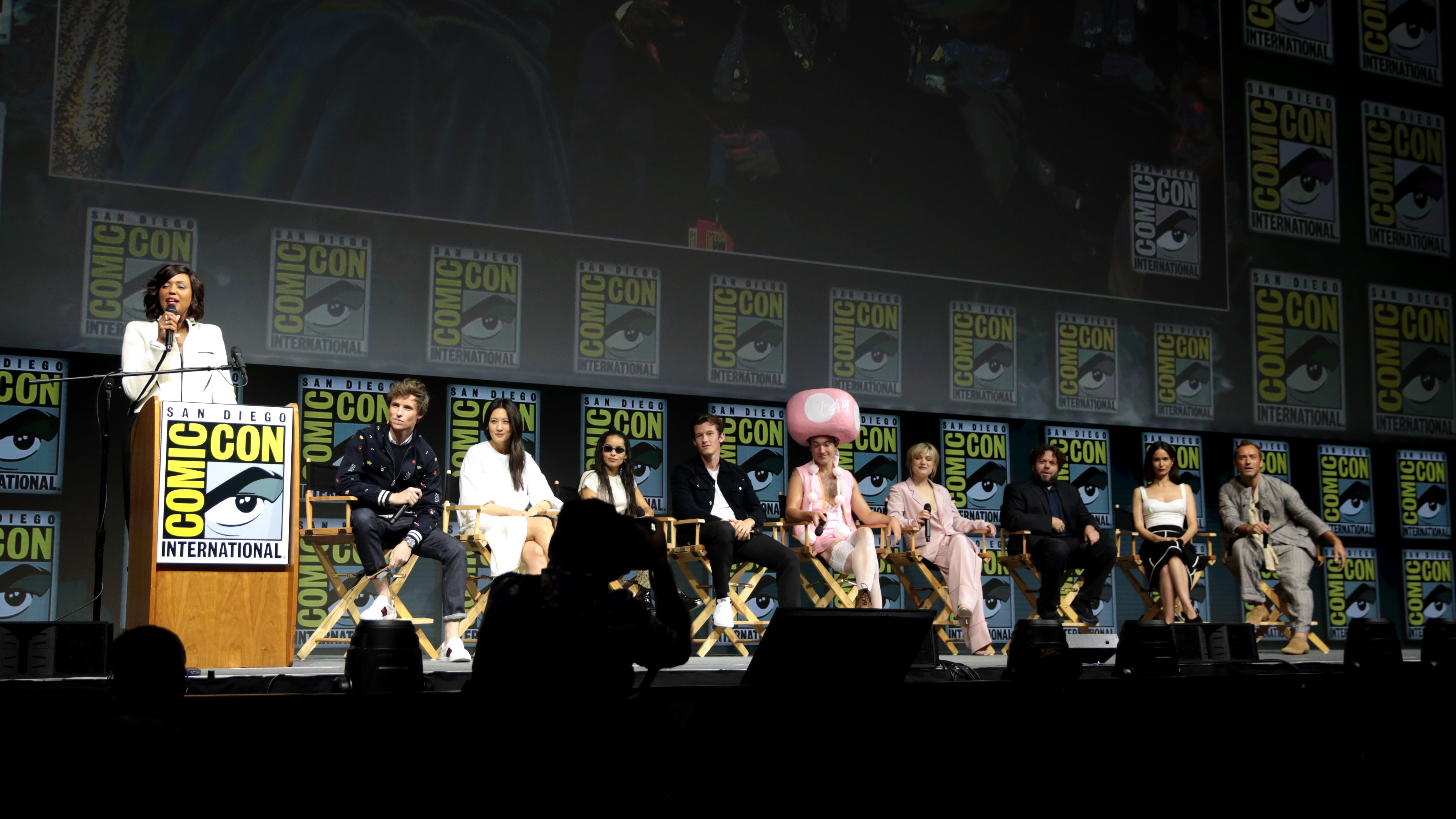
《怪獸與葛林戴華德的罪行》的劇組成員出席於2018年聖地牙哥國際漫畫展（由左至右）：演員艾迪·瑞德曼、金秀賢、柔伊·克拉維茲、卡倫·透納、伊薩·米勒、艾莉森·蘇朵、丹·富樂、凱薩琳·華特斯頓和裘德·洛。

卡門·艾喬格回歸飾演MACUSA首長瑟拉菲娜·皮奎里。
帕琵·柯比圖奇飾演維達·羅西爾，葛林戴華德忠誠的追隨者。
布朗提斯·尤杜洛斯基飾演尼樂·勒梅，14世紀、600多歲的法國鍊金術師，鄧不利多的朋友和同事。
歐拉法·達利·歐拉夫森飾演斯肯德，馬戲團團長。
伊格瓦·西格羅森飾演格里姆森，一名強大的賞金獵人。
櫻井大衛飾演克拉爾，葛林戴華德的心腹。
艾索菈·芭比-布朗飾演勞瑞娜·卡馬，莉塔·雷斯壯的母親。
維多利亞·葉慈飾演邦媞，紐特的助手。
傑西卡·威廉姆斯飾演尤拉莉·「拉利」·希克斯，伊法魔尼魔法與巫術學校的教授。
德瑞克·里德爾、沃爾夫·羅斯和康奈爾·約翰分別飾演托奎爾·崔佛、斯皮爾曼和亞諾·葛茲曼。
費歐娜·葛拉史考特飾演麥米奈娃。

## 製作

### 發展
2014年10月，華納兄弟宣佈電影「至少」會是三部曲，第一輯於2016年11月18日上映，隨後第二輯會於2018年11月16日上映，而第三輯將會於2020年11月20日上映。大衛·葉慈確認至少會執導該系列的第一輯。
2016年7月，大衛·葉慈確認J·K·羅琳已撰寫第二輯電影的劇本，並已有第三輯電影的構思。大衛·葉慈跟《娛樂週刊》談及第二輯電影，他說：「我們已經看過第二輯電影的劇本，這會把故事帶入一個全新的方向—你應該知道的，你會不想重複自己。第二輯電影會有新角色加入，讓她建構的哈利波特世界更大。從我們開始的地方出發，這是個非常有趣的發展。工作從她那裡正在排山倒海地傾瀉而出。」2016年10月，據報導《怪獸》系列將會有五輯電影，第二輯電影設定於另一個全球知名城市，而艾迪·瑞德曼將會於系列所有電影中飾演主角紐特·斯卡曼德。大衛·葉慈亦回歸為續集執導，以及羅琳、大衛·海曼、史提夫·克羅夫斯及萊諾·威格拉姆擔任製片。

### 前期製作

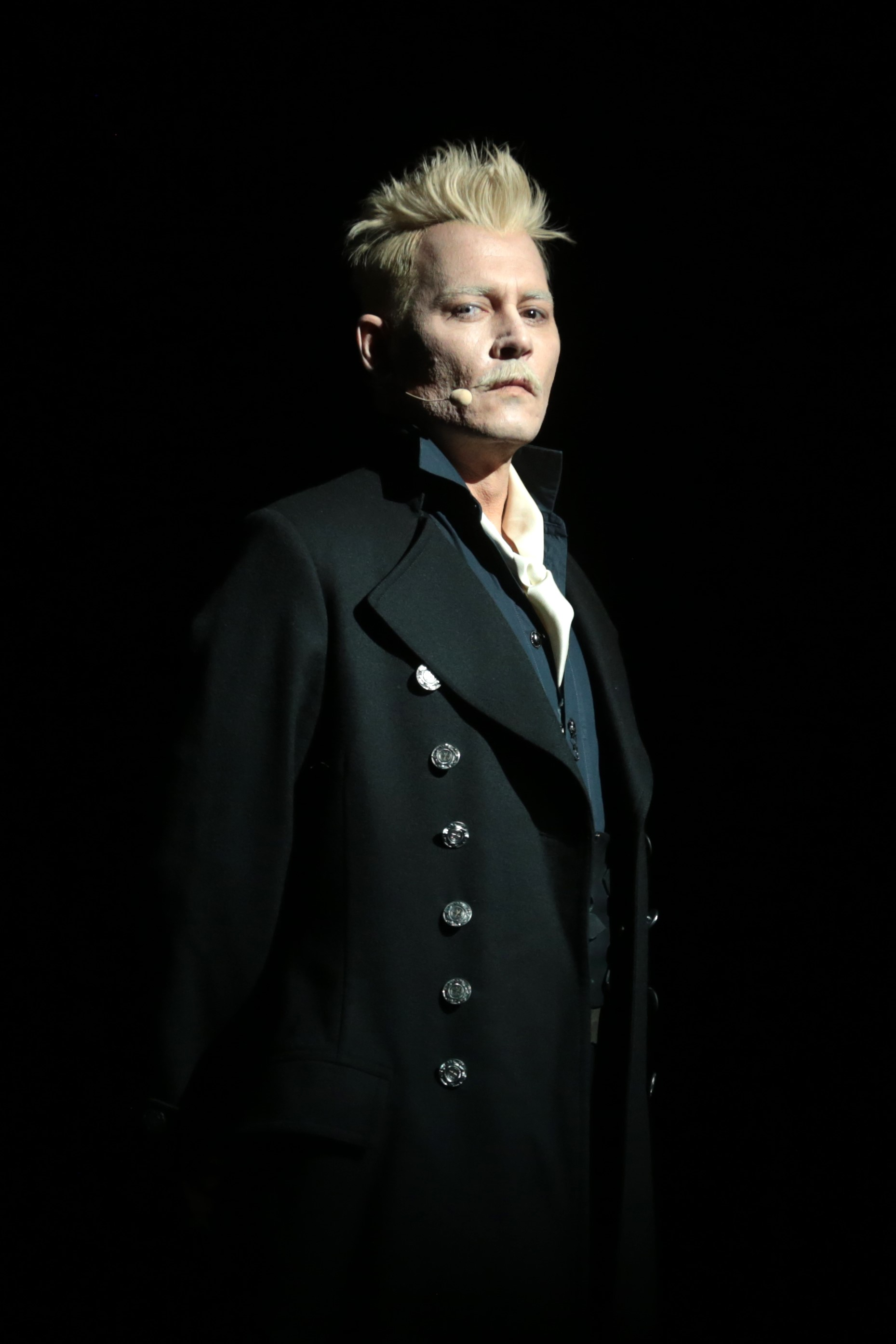
強尼·戴普（圖為角色蓋勒·葛林戴華德）的選角受到一些粉絲的批評。

2016年11月1日，《Deadline.com》報導強尼·戴普已加盟電影團隊。由於針對他的家庭暴力指控，一些粉絲對戴普的選角作出批評。2017年12月，J·K·羅琳在她的網站上發布指她不會考慮重新選角，因為戴普和他的前妻——女演員安柏·赫德，此前曾表示希望雙方協議能夠使雙方擺脫爭議，並且「電影製作人與我不僅對於能夠堅持沿用我們為原選角而感到自在，而且真的很高興能讓他在電影中飾演主角。」對於羅琳的回應，強尼·戴普於2018年10月說：「我跟你說實話，我覺得J·K因此遭受不同的批評實在太糟了，我覺得她要接受這些真的太糟了。」
在導演大衛·葉慈決定角色阿不思·鄧不利多應該由一個年輕演員飾演，而非由米高·甘邦繼續飾演（他於哈利波特系列的六集中飾演鄧不利多）。該角人選包括克里斯汀·貝爾、班奈狄克·康柏拜區、馬克·史壯及傑瑞德·哈里斯（首兩輯《哈利波特》電影中的鄧不利多演員李察·哈里斯兒子），最終裘德·洛被選為演出鄧不利多的人選。

### 拍攝
電影設在英國和巴黎。主體拍攝在2017年7月3日於華納兄弟利維斯登工作室進行。2017年9月22日，櫻井大衛加盟電影，飾演角色克拉爾，葛林戴華德的追隨者之一。據報導，洛在2017年9月已經完成拍攝鄧不利多的戲份。2017年10月5日，宣佈布朗提斯·尤杜洛斯基和傑西卡·威廉姆斯加盟電影。主體拍攝在2017年12月20日結束。

### 音樂
2016年11月，詹姆斯·紐頓·霍華確認回歸為電影進行配樂工作。原聲帶於2018年11月9日由水塔音樂發行。

## 發行
電影於2018年11月8日在巴黎UGC Ciné Cité Bercy舉行全球首映禮，電影由華納兄弟發行，並於2018年11月16日在全球上映（包括IMAX版本、RealD 3D、杜比影院及4DX）。

### 編劇書籍
至於從前的怪獸系列電影，J·K·羅琳於首映禮舉行後不久就把劇本發行。

### 市場行銷
前導預告於2018年3月13日釋出，透露隔天會釋出首支預告片。首支正式預告於2018年3月14日釋出。同年7月21日，官方釋出聖地牙哥國際漫畫展版預告。

## 反響

### 票房
截至2019年1月13日，《怪獸與葛林戴華德的罪行》於美國和加拿大的票房收益為$1.585億美元，其他地區的收益為4.892億美元，全球總票房共6.477億美元，對比2億美元的製作預算。
在美國和加拿大，此電影與《失驚無神一家人》及《剋·寡婦》同期上映，電影於開畫首天賺得2,570萬美元，當中包括週四晚上預售的910萬美元收入，比系列中首部電影所得的875萬美元有所進步。它首次上映已達到$6,220萬美元的收入，對比第一輯電影《怪獸與牠們的產地》所賺取的$7,440萬美元下跌了16%，成為在巫師世界的特許經營權下的最低開畫收入的電影。Deadline.com指出他們注意到一些乏味的評論，觀眾缺乏去看五部電影系列的慾望，以及目前在劇院的競爭下，這可能會傷害開幕週末的數據。在開畫週末，預計於4,163家影院中獲得6,500萬至7,500萬美元的收入。在開畫第二個周末，電影的票房下跌了52%，共賺得2,940萬美元（當中已包括感恩節5天所得的$4,290萬美元），排名第四。電影於開畫第三週中賺得1,140萬美元，排名維持在第四位。
在國際上，電影預期從79個國家對比全球首發約2.5億美元中，可額外增加1,880萬至2,050萬美元的收入，它於10個國家首日發布賺得1,100萬美元，當中包括法國的$260萬及$200萬美元。在發行翌日，電影於其他的45個國家上映，另外賺得1,840萬美元，為期兩天的總收入為3,100萬美元。電影於中國開畫首天收益為1,280萬美元，成為了該國的巫師世界電影中最好成績的一齣。它繼續於國際上開畫收益達$1.91億美元，全球總票房達2.532億美元，對比上一輯的開畫紀錄增加了2.7％。其最大的市場為中國（$3,750萬美元）、其次是英國（$1,630萬美元／$1,270萬英鎊），以及德國（1,280萬美元）。在某些國家，電影有一個巫師世界電影有史以來最好的首映禮，包括俄羅斯、印度尼西亞、阿根廷和巴西。
台灣方面，首週四天票房為新台幣1.12億元，比首集增長10.5%；次週票房累計至新台幣1.91億元；第三週票房累計至新台幣2.31億元；第四週票房累計至新台幣2.46億元；最終全台票房為新台幣2.54億元。
| 上一届： 《鬼靈精》       | 2018年美國週末票房冠軍 第46週    | 下一届： 《無敵破壞王2：網路大暴走》 |
| 上一届： 《誰先愛上他的》 | 2018年台北週末票房冠軍 第46-47週 | 下一届： 《無敵破壞王2：網路大暴走》 |
| 上一届： 《大君主之役》   | 2018年香港週末票房冠軍 第46-48週 | 下一届： 《比悲傷更悲傷的故事》      |

### 評價
根據評論媒體爛番茄，他們根據334個評論，持有36%的新鮮度，平均得分為5.3／10。該網站的關鍵共識如下：「《怪獸與葛林戴華德之罪》閃耀著哈利波特粉絲所熟悉的魔法力量，但故事中的咒語並不如早期作品中那樣強大。」根據《Metacritic》，電影的根據48個評論，平均得分為52/100，表示著「混合或平均評論」。此電影是兩個網站上最低評分的魔法世界電影。《CinemaScore》中，觀眾在A+至F的評價中，給予此電影「B+」的平均成績，是該系列中最低的評分；然而民調網站《PostTrak》報導觀眾給它83％的正評，而69％則是「明確推薦」；社交媒體監察的RelishMix指出電影的線上回應是「褒貶不一」的評論。

## 續集
2014年10月，華納兄弟最初宣佈將製作《怪獸》三部曲。
2016年7月，大衛·葉玆確認羅琳已撰寫了第二輯電影的劇本，並有第三輯電影的想法。第三輯電影設定將於2021年11月12日上映。2016年10月，羅琳指該系列將會有五部電影。
2019年10月，丹·富樂說，第三輯電影將於2020年2月投入拍攝。2019年11月，電影公司宣布該電影劇本由羅琳和史提夫·克羅夫斯撰寫，克羅夫斯以作者的身份缺席於首兩輯電影，後來重返其工作崗位。第三輯電影發生於1930年代，取景地點推測涉及德國柏林和巴西里約熱內盧。

## 外部連結
- 官方网站
- 互联网电影数据库（IMDb）上《怪獸與葛林戴華德的罪行》的资料（英文）
- Box Office Mojo上《怪獸與葛林戴華德的罪行》的資料（英文）
- Metacritic上《怪獸與葛林戴華德的罪行》的資料（英文）
- 爛番茄上《怪獸與葛林戴華德的罪行》的資料（英文）
- AllMovie上《怪獸與葛林戴華德的罪行》的资料（英文）
- 開眼電影網上《怪獸與葛林戴華德的罪行》的資料（繁體中文）
- 时光网上《怪獸與葛林戴華德的罪行》的資料（简体中文）
- 豆瓣电影上《怪獸與葛林戴華德的罪行》的資料 （简体中文）